# Горан Драгаш
Горан Драгаш (Сисак, 1972) српски je сликар.

## Биографија
Рођен је 1972. године у Сиску. Дипломирао је сликарство на Факултету ликовних уметности Универзитета уметности у Београду 2005. и завршио је постдипломске студије графике на истом факултету 2009. На ликовној сцени је присутан од 2004. и члан Удружења ликовних уметника Србије је од 2006. године. Излаже у земљи и иностранству, а радови му се налазе у колекцији Музеја града Београда, Теленор колекцији, Битефа, Бенетон колекцији и бројним приватним колекцијама. Године 2015. је био у ужем избору за Политикину награду. Један је од оснивача и члан Уметничке асоцијације Прототип, у оквиру које је покренуо галерију Прототип и организовао резиденцијалне боравке, радионице, гостовања, изложбе и предавања страних уметника и кустоса. Као самостални уметник живи и ради у Београду.